# Cimburg

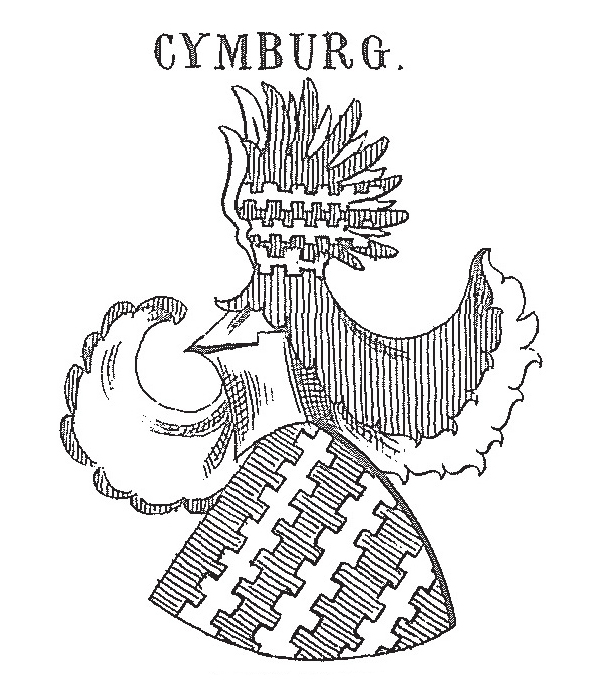
Wappen derer von Cimburg (Cymburg)

Die Adelsfamilie von Cimburg (auch von Cimburk, später von Cimburg und Tobitschau, tschechisch Cimburkové a Tovačovští z Cimburka) war ein altes böhmisches Adelsgeschlecht, das sich später in Mähren niederließ und deren berühmteste Persönlichkeit Ctibor Tovačovský von Cimburk war. Das Geschlecht starb Anfang des 16. Jahrhunderts aus.

## Ursprung
Das Geschlecht stammte aus dem kleinen Dorf Politschan (heute ein Stadtteil der Stadt Kuttenberg). Deren Name leitet sich von der von ihnen bewohnten Burg Cimburk ab.

## Wappen
Der Schild ist sechsmal von Rot und Silber im Zinnenschnitt geteilt. Der Helm dazu hat eine Pfauenfeder als Helmzier. Der mährische Ast führte hingegen einen geschlossenen Adlerflug auf dem Helm.

## Geschichte
Der Urahne des Geschlechts soll Miroslav gewesen sein; er soll 1143 dem Kloster Sedletz den Klostergrund gestiftet haben. Einer der frühen bekannten Angehörigen des Geschlechts war Jarosch von Slivno, auch Jarosch von Fuchsberg (1237–1271) genannt, der an der Schlacht bei Kressenbrunn teilnahm. Jarosch hatte zwei Söhne Albert und Rudolf. Die Familie soll mit den Ctiborern verwandt gewesen sein. Indiz dafür ist das gemeinsame Erkennungszeichen: ein laufender Fuchs auf ihren Helmen.
Von einigen Forschern wird Ctibor, genannt Hlava von Lošany, Burggraf von Glatz (1256–1262), als gemeinsamer Ahne angesehen. Dieser dürfte auch derjenige sein, der 1238 erstmals erwähnt wurde.
Cimburg von Kuttenberg wurde gegen Ende des 14. Jahrhunderts aufgegeben, der böhmische Ast der Adelsfamilie nannte sich fortan Cimburger von Tobitschau (tschechisch Cimburkové a Tovačovští z Cimburka), andere nahmen den Namen ihrer jeweiligen Ländereien an. Unter anderem siedelten sie in Gurim, Chwatlina, Struhařov, Beneschau, Wlaschim, Gumpoldz, Wojslawitz, Blatnice und Bochdanetsch.
Den Namen von Cimburg benutzten dagegen weiter die Herren auf Jemnischt und Miroslav.
Albrecht von Tobitschau und seine Söhne Johann (1416–1464) und Ctibor (1416–1433) sowie die Söhne Johanns Ctibor und Jarosch waren die berühmtesten Vertreter der Cimburger von Tobitschau. Die erstgenannten Johann und Ctibor waren Verfechter der Hussitenlehre.

## Genealogie der mährischen Linie
- Ctibor von Lipnitz (Ctibor z Lipnice) (erstmals erwähnt 1238 ?), wurde für seinen Kampf der Böhmen nach dem Tod des Königs Ottokar II. Přemysl gegen fremde Eindringlinge berühmt.
  - Bernart (erwähnt von 1308 bis 1338), seit 1318 königlicher Marschall und Unterkämmerer in Mähren, war mit einer nicht näher genannten Sophie und mit Sabina von Retschitz  (Sabina z Řečice) verheiratet. Bernart gilt als Begründer der mährischen Linie. Er baute in Trnávka bei Brünn die Burg Cimburg (deutsch Zinnenburg). Als er diese 1320 an den König verlor, baute er Nový Cimburg (Neu Zinnenburg) bei Koritschan. 
    - Bernart (erwähnt von 1333 bis 1359), Herr auf Bochdanetsch.
    - Johann
    - Albrecht Vranovec (erwähnt von 1316 bis 1358), verheiratet mit einer nicht näher genannten Katharina, Urahne der Cimburg von Tobitschau.
      - Ctibor Kazka (erwähnt von 1358 bis 1392), Höchster Kämmerer am Brünner Gericht, verheiratet mit Markete von Sternberg (Markéta ze Šternberka), erhielt 1358 vom mährischen Markgrafen Johann das Städtchen und die Feste Tobitschau als Lehen. 
        - Albrecht auf Tobitschau
        - Bernhard (nachgewiesen von 1397 bis 1399), der jung starb. Verheiratet mit Markéte Pilunka.
          - Anna

        - Předbor auf Dřevohostice und Křídlo (nachgewiesen 1398–1420), verheiratet mit Elisabeth von Krawarn.
          - Ctibor von Cimburg auf Křídlo und Titschein (nachgewiesen 1421–1437), verheiratet mit Kunka von Michelsberg (Kunka z Michalovce).
            - Johann Jitschin von Cimburg auf Titschein, Rosenau und Vsetín, Botschafter des Königs Georg von Podiebrad, verheiratet mit Katharina von Troppau.
              - Kunka, heiratete Heinrich von Boskowitz und Graf Peter von Heilig Georg und Pezing.

        - Matthäus auf Strážiště (nachgewiesen 1397–1421), verheiratet mit Anna von Neuhaus.

      - Bernart (erwähnt von 1379 bis 1408) Herr auf Jemnischt.
        - Albrecht von Tobitschau (Albrecht na Tovacově) (erwähnt von 1406 bis 1464), verheiratet mit Agnes von Hirschstein (Anežka z Herštejna).
          - Johann von Tobitschau (erwähnt von 1406 bis † 1464), verheiratet mit Sophie von Kunstadt, war genauso wie sein Bruder Ctibor Verfechter der Hussitenlehre. Später stellte er sich jedoch auf die Seite des Kaisers Sigismund, von dem er 1437 zum Hauptmann von Mähren ernannt wurde. Diese Position hielt er auch unter der Herrschaft des Königs Albrecht sowie in der königslosen Zeit von 1439 bis 1453. Erst nachdem Georg von Podiebrad die tschechische Krone angenommen hatte, trat er 1460 von seinem Amt zurück.
            - Ctibor Tobischau von Cimburg (* etwa 1437 bis † 26. Juni 1494).
            - Johann (auch Jarosch) von Tobischau (erwähnt von 1458 bis † 4. Januar 1470), verheiratet mit Magdalena von Michelsberg und Johanna von Kreig (Johanka z Krajku).
              - Adam († 3. Dezember 1502).
              - Agnes (erwähnt 1485) verheiratet mit Heinrich IV. von Neuhaus.

          - Ctibor na Drahotúší (erwähnt von 1416 bis 1433).
          - Anna (erwähnt von 1418 bis 1420), verheiratet mit Milota von Beneschau.

      - Janosch von Hvezditz (Janoš z Hvězdic) (erwähnt von 1358 bis 1397), verheiratet mit einer nicht näher genannten Perchta.
      - Alesch (auch Albrecht) von Selraditz (Aleš ze Sehradic) (erwähnt von 1331 bis 1398), verheiratet mit Agnes von Wellartitz.
        - Johann Balschan (nachgewiesen 1406–1440).
          - Bernhart von Cimburg und von Brumow (nachgewiesen 1447–1460) machte sich einen Namen durch kriegerische Auseinandersetzungen mit Ungarn.

        - Miroslav Cimburg von Sehradiz und auf Brumow (nachgewiesen 1412–1440).

      - Zbynka, verheiratet mit Ulrich von Boskowitz (Oldřich z Boskovic).
      - Ofka, verheiratet mit Kuna von Kunstat (Kuna z Kunštátu).

  - Ctibor z Lipnice (erwähnt 1308 bis 1316).
  - Jeschek (erwähnt von 1316 bis 1340).

## Cimburger böhmische Linie
- Bernart (erwähnt von 1379 bis 1408) Herr auf Jemnischt, dessen Sohn Johann der Wilde von Cimburg (Jan Divoký z Cimburka) († 1400) noch vor seinem Vater starb. Der zweite Sohn Mikesch Divotschek von Jemnischt, auch Nikolaus der Wilde (tschechisch Mikeš Divóček z Jemniště oder Mikuláš Divoký) († nach 1423), war Hofmeister auf dem königlichen Hof. In Mähren wandte er sich von der Hussitenbewegung ab und wurde einer der schärfsten Gegner.
- Peter Cimburg von Miroslav (erwähnt 1404) und sein Sohn Peter von Cimburg († 1454), die in der Gegend von Tschaslau lebten.
- Johann von Cimburg, verheiratet mit Barbara von Kolowrat, die auf Chudyhradek residierten.
- Johann von Cimburg auf Broumowitz, verheiratet mit Míla von Brounowitz. Von diesem Ehepaar ist eine gerichtliche Auseinandersetzung erhalten. So soll sich Mila geweigert haben, den gemeinsamen Sohn an Johann herauszugeben.
- Christoph Cimburg von Cimburg, mit seinem Sohn Johann, deren Sitz sich in Dworetz bei Tábor befand. Johann wurde 1593 von Hermann Ritschan der Jüngere von Ritschan. Seine Tochter Elisabeth († 1622), die letzte der Cimburger von Tobitschau heiratete Georg Homut von Harasov auf Radenín und Chaußnik beendete die böhmischen Linie.